# Alfredo Adame
Alfredo Adame  (Guadalajara, Mexikó, 1958. június 10. –) mexikói színész.

## Élete
Alfredo Adame 1958. június 10-én született Guadalajarában. Karrierjét 1987-ben kezdte. 1992-ben főszerepet játszott a De frente al sol című telenovellában María Sorté mellett. 2008-ban Rafael szerepét játszotta A szerelem nevében című telenovellában.

## Filmográfia

### Telenovellák
- Las Amazonas (2016) .... Vicente Mendoza Castro
- Ne hagyj el! (A que no me dejas) (2015) .... Alfonso Fonseca (Magyar hangja: Forgács Gábor)
- A múlt árnyéka (La sombra del pasado) (2014) .... Padre Jerónimo Alcocer (Magyar hangja: Jantyik Csaba)
- Szerelem zálogba (Lo que la vida me robó) (2013) .... Benjamín Almonte (Magyar hangja: Törköly Levente)
- La mujer del Vendaval (2012-2013) .... Luciano Casteló
- Kettős élet (Dos hogares) (2011) .... Armando Garza (Magyar hangja: Mihályi Győző)
- Időtlen szerelem (Cuando me enamoro) (2010) .... Honorio Sánchez (Magyar hangja: Jantyik Csaba)
- Kettős játszma (Sortilegio) (2009) .... John Seigal (Magyar hangja: Sörös Sándor)
- A szerelem nevében (En nombre del amor) (2008-2009)  ....  Rafael Sáenz (Magyar hangja: Jakab Csaba)
- A mostoha (La madrasta) (2005)
- A szerelem ösvényei (Las vías del amor) (2002) .... Ricardo Domínguez (Magyar hangja: Sörös Sándor)
- María Belén  (2001)  ....  Alfonso García Marín
- Carita de ángel (2000)
- Alguna vez tendremos alas (1997) .... Carlos Augusto
- Tú y Yo (1996) .... Carlos
- Bajo un mismo rostro (1995) .... Diego
- Retrato de familia (1995) .... Esteban Acuña
- Más allá del puente (1994) .... Eduardo Fuentes Villalba
- De frente al sol (1992) .... Eduardo Fuentes Villalba
- Yo no creo en los hombres (1991) .... Gustavo
- La fuerza del amor (1990) .... Felipe
- Balada por un amor (1990) .... Gustavo Elenes
- Mi segunda madre (1989) .... Hans

### Filmek
- Súper mamá (2006)
- La pareja más pareja (2005)
- Reclusorio III (1999)
- En las manos de Dios (1996)
- Los cómplices del Infierno (1995)
- Perfume, efecto inmediato (1994)
- Dos fantasmas sinvergüenzas (1993)
- El salario de la muerte (1993) .... Jorge
- Anatomía de una violación (1992)
- Fuga al destino (1987)